# Септемврійці (Монтанська область)
Септемврі́йці (болг. Септемврийци) — село в Монтанській області Болгарії. Входить до складу общини Вилчедрим.

## Населення
За даними перепису населення 2011 року у селі проживали 1149 осіб.
Національний склад населення села:
| Національність   | Кількість осіб | Відсоток |
| ---------------- | -------------- | -------- |
| болгари          | 1056           | 92,2%    |
| цигани           | 79             | 6,9%     |
| не визначились   | 8              | 0,7%     |
| Всього відповіли | 1145           |          |

Розподіл населення за віком у 2011 році:
Динаміка населення: